# Rendezvous Mountain
Der Rendezvous Mountain ist ein 3185 m hoher Berg innerhalb des gleichnamigen Bergmassivs in der südlichen Teton Range im US-Bundesstaat Wyoming. Der höchste Gipfel innerhalb des Bergmassivs ist der Rendezvous Peak mit einer Höhe von 3331 m, der als Rendezvous Mountain bezeichnete Gipfel liegt etwas weiter nordöstlich. Auf den Gipfeln von Rendezvous Mountain und Apres Vous Peak sowie über die gesamte Ostflanke bis nach Teton Village erstreckt sich das Jackson Hole Mountain Resort.

## Lage
Das Bergmassiv des Rendezvous Mountain erstreckt sich von südlich des Granite Canyons bis nördlich des Phillips Canyons. Der Phillips Pass, ein Bergpass, an welchem auch der Teton Crest Trail startet, markiert das südliche Ende des Bergmassivs. Auf der Westflanke fällt es in das Tal des Moose Creek ab, die Ostflanke erstreckt sich bis hinab ins Tal Jackson Hole. Der Gipfel, der als Rendezvous Mountain bezeichnet wird, liegt im Norden des Massivs, nordöstlich von Cody Peak und südwestlich von Apres Vous Peak, nur wenige Kilometer westlich von Teton Village. Während die Nordflanke an den Grand-Teton-Nationalpark angrenzt und sich die Westflanke bis in die Jedediah Smith Wilderness des Caribou-Targhee National Forest erstreckt, liegt ein Großteil des Bergmassivs im Bridger-Teton National Forest. Der Gipfel kann über Granite Canyon Trail und Rendezvous Mountain Trail erreicht werden. Dazu startet man an der Moose-Wilson Road in Jackson Hole und folgt dem Weg durch den Granite Canyon nach Westen.

## Jackson Hole Mountain Resort
Das Jackson Hole Mountain Resort gehört zu den anspruchsvollsten Skigebieten in den Vereinigten Staaten, es umfasst dutzende schwere Pisten, darunter auch die Corbet´s Couloir, insgesamt 13 Lifte sowie eine Luftseilbahn, die Jackson Hole Aerial Tramway, die von Teton Village auf den Gipfel des Rendezvous Mountain führt.

## Belege
1. ↑  Peakbagger: Rendezvous Mountain. Abgerufen am 19. Dezember 2021.
2. ↑  Summitpost: Rendezvous Mountain, 10,450' : Climbing, Hiking & Mountaineering. Abgerufen am 19. Dezember 2021.
3. ↑  Naturalatlas: Rendezvous Mountain. Abgerufen am 19. Dezember 2021 (englisch).
4. ↑  Jackson Hole, WY. In: Lift Blog. 18. September 2015, abgerufen am 19. Dezember 2021 (englisch).